# Karl Friedrich (Sänger)
Karl Friedrich (* 15. Jänner 1905 in Wien, Österreich-Ungarn; † 8. April 1981 ebenda) war ein österreichischer Opernsänger (Tenor).

## Leben

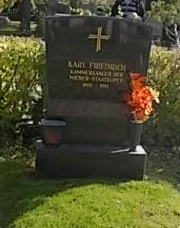
Grabstätte auf dem Wiener Zentralfriedhof

Karl Friedrich war gelernter Tischler. Seine Gesangsausbildung erhielt er von 1927 bis 1931 an der Wiener Musikakademie ausgebildet. Nach einem ersten Engagement 1931/32 in Karlsruhe führte sein Weg über das Stadttheater Ulm das Theater Stralsund, das Stadttheater Magdeburg von 1936 bis 1938 an das Opernhaus Düsseldorf. 1944 stand er auf der Gottbegnadeten-Liste des Reichsministeriums für Volksaufklärung und Propaganda.
Ab 1938 bis 1970 war Friedrich Ensemblemitglied der Wiener Staatsoper, wo er bereits 1937 als Don José in Carmen aufgetreten war. Weiters war er dort unter anderem als Tamino (Zauberflöte), Florestan (Fidelio), Radames (Aida), Herzog (Rigoletto), Riccardo (Un ballo in maschera), Alfredo (La traviata) Manrico (Il trovatore), Don Alvaro (La forza del destino), Rodolfo (La Bohème), Caradossi (Tosca), Pinkerton (Madama Butterfly), Calaf (Turandot), Stolzing (Die Meistersinger von Nürnberg) sowie in den Titelrollen in Lohengrin, Don Carlos und Faust zu hören.
Er sang auch viele Partien in Lehár-Operetten, teils auf der Bühne (zum Beispiel an der Wiener Volksoper), teils in Rundfunksendungen. Erhalten geblieben sind Gesamteinspielungen von Giuditta und Paganini unter dem Dirigat von Franz Lehár, sowie Mitschnitte als Florestan (Fidelio) unter Clemens Krauss und Apollo (Daphne) unter Karl Böhm, sowie als Babinsky (Schwanda, der Dudelsackpfeifer) unter Winfried Zillig.
In den Jahren von 1938 bis 1943 hatte Friedrich einen Gastspielvertrag an der Hamburger Staatsoper. Weitere Gastspiele führten ihn unter anderem an die Bayerische Staatsoper, die Ungarische Staatsoper in Budapest oder an das Brüsseler Theatre de la Monnaie. Von 1937 bis 1950 war er regelmäßig Gast bei den Salzburger Festspielen. Auch trat er 1951 bei den Bregenzer Festspielen als Barinkay (Zigeunerbaron) auf.
Karl Friedrich erhielt ein ehrenhalber gewidmetes Grab auf dem Wiener Zentralfriedhof (Gruppe 40, Nummer 141).

## Rezeption
Der Musikkritiker Ernst Descey äußerte sich über seine Interpretation des Don José in Carmen: 
„Wir haben die Blumenarie nur von romanischen Sängern mit gleicher Leidenschaft und mit so blumiger Lippe gehört, selten mit so schöner messa di voce.“

„Die leicht operettenhafte Färbung seines Gesangs erinnert stark an Richard Tauber, […] leider wirkte er als Bühnendarsteller etwas steif und unbeholfen.“

## Auszeichnungen
- 1948: Verleihung des Berufstitels Kammersänger
- 1965: Ehrenkreuz für Wissenschaft und Kunst I. Klasse
- 1971: Silbernes Ehrenzeichen für Verdienste um das Land Wien
- 1973: Ehrenmitglied der Wiener Staatsoper

## Filmografie
- 1944/46: Die Fledermaus als Stimmdouble von Hans Brausewetter